# Pierre Boaistuau
Pierre Boaistuau, detto anche Pierre de Launay (Nantes, 1500 circa – Parigi, 1566), è stato un giurista, viaggiatore, umanista, traduttore e scrivano francese, signore di Lunay, da cui il suo pseudonimo.
La sua opera più nota, le Histoires tragiques (1559), è la traduzione in francese delle novelle del Bandello.

## Biografia
Boaistuau nacque a Nantes intorno al 1500 e in seguito studiò diritto civile e canonico nelle università di Poitiers, Valence (dove era uno studente dell'eminente giurista Jean de Coras) e Avignone (dove ha studiato sotto la guida di Emilio Ferretti). Durante gli anni da studente, lavorò come segretario dell'ambasciatore francese in Oriente Jean-Jacques de Cambrai intorno al 1550, e viaggiò in Italia e Germania. Ernst Courbet avanzò l'ipotesi che Boaistuau fosse stato anche per qualche tempo un "valletto di camera" di Margherita di Navarra, un'affermazione che tuttavia non può essere comprovata. Successivamente, lo scrittore visitò anche l'Inghilterra e la Scozia da solo e incontrò Elisabetta I.